# Родниковка (Зубово-Полянський район)
Роднико́вка (рос. Родниковка, ерз. Родниковка) — селище у складі Зубово-Полянського району Мордовії, Росія. Входить до складу Мордовсько-Полянського сільського поселення.
Населення — 1 особа (2010; 1 у 2002).
Національний склад станом на 2002 рік:
- мордва — 100 %